# Brave ragazze (film)
Brave ragazze è un film commedia del 2019 diretto da Michela Andreozzi.

## Trama
A Gaeta nel 1982 quattro donne disoccupate e frustrate nelle loro aspirazioni provano a cambiare il corso della propria vita. Anna, figlia della portinaia di uno stabile, è sola, con due figli da mantenere e saltuariamente si mantiene facendo pulizie; Maria è religiosissima e vittima di un marito alcolista e violento, che la usa solo per avere un figlio; infine le sorelle Chicca e Caterina, la prima lesbica con nel cassetto il sogno di lasciare l'Italia per l'Inghilterra, la seconda che aspira a frequentare l'università a Roma.
Col coraggio di chi ha poco da perdere, insieme decidono di svaligiare la banca del loro paese travestite da uomini: la rapina, su cui è chiamato a indagare il commissario Morandi, appena arrivato a Gaeta e andato ad abitare nello stabile dove la madre di Anna è la portinaia, dà inizio a un vortice di eventi spericolati destinato a stravolgere il destino delle "brave ragazze".

## Produzione
Prodotto da Isabella Cocuzza, Arturo Paglia e Antonia Nava, il film è una co-produzione italo-spagnola Paco Cinematografica, NeoArt, Producciones e Vision Distribution, ed è realizzato col sostegno della Regione Lazio per Fondo Regionale per il Cinema e l’Audiovisivo.

### Ispirazione da una storia vera
La sceneggiatura, scritta dalla stessa Andreozzi e Alberto Manni con l'assistenza di Alessia Crocini, è ispirata a una storia realmente accaduta in Francia alla fine degli anni ottanta: cinque amiche di Avignone, tutte ragazze madri tra i venti e i venticinque anni ribattezzate dalla stampa le amazzoni o le mamme rapinatrici (in francese les mamans braqueuses), misero a segno diversi colpi a mano armata nella Vaucluse, per un totale di poco più di 300 000 franchi (circa 50000 €) tra il 1989 e il 1992, prima di essere arrestate e condannate, nel 1996, a pene lievi tra i 6 e i 18 mesi di detenzione.

### Riprese
Le riprese del film sono iniziate a ottobre 2018 tra Gaeta, Roma e Fondi.

## Distribuzione
Il film è stato presentato in anteprima al festival Ciné di Riccione il 3 luglio 2019 e distribuito nelle sale cinematografiche italiane da Vision Distribution a partire dal 10 ottobre successivo.

## Riconoscimenti
- 2020 - Nastro d'argento
  - Candidatura al migliore attore in un film commedia a Luca Argentero
  - Candidatura alla migliore attrice in un film commedia a Serena Rossi
- 2019 – Filming Italy Best Movie Award
  - Miglior regista a Michela Andreozzi[7]